# Beatriz Rivas
Beatriz Rivas (Ciudad de México, 9 de mayo de 1965) es una escritora, periodista y académica mexicana. 

## Datos biográficos
Estudió Derecho en la Escuela Nacional de Estudios Profesionales (ENEP) Acatlán (ahora, Facultad de Estudios Superiores) de la Universidad Nacional Autónoma de México, pero no finalizó sus estudios, pues al mismo tiempo estudiaba ciencias y técnicas de la información en la Universidad Nuevo Mundo, ambas ubicadas en el estado de México. Más tarde, realizó una maestría en letras modernas en la Universidad Iberoamericana y una diplomatura en literatura mexicana del siglo XIX en la Universidad Autónoma Metropolitana Xochimilco (UAM-X).
Colaboró en Cepropie, de Imevisión, en el área de producción, coordinación y contenidos de varios programas gubernamentales y, semanalmente, del programa Perspectiva Internacional, conducido por el periodista José Cárdenas. Coordinó la producción para televisión de algunas visitas de mandatarios extranjeros a México, como Rajiv Gandhi, en 1986.[cita requerida]
En la XEX, trabajó con Adela Micha en contenido, entrevistas y producción de su programa Me lo dijo Adela. Posteriormente, trabajó en el noticiero Monitor de Radio Red como coordinadora de comentaristas, de transmisiones desde el extranjero y de contenidos especiales. Llevó a José Gutiérrez Vivó a gente de la talla de Ikram Antaki y Jorge Castañeda, Jesús Reyes Heroles, entre otros intelectuales y especialistas.[cita requerida]
Fue parte del grupo que fundó la revista Milenio y trabajó como editora ejecutiva. Fue fundadora y directora general de Infopress. Para Canal 40, realizó algunas entrevistas y fue asesora en materia de comunicación del secretario de Relaciones Exteriores de México, Jorge Castañeda, hasta su renuncia, en 2003.[cita requerida]
Participó como columnista en el diario Monitor, que pertenecía a Radio Red. Ha colaborado en la revista Etcétera, y publica la columna de internet Página a cuadros en el colectivo de periodistas Cuadernos Doble Raya.
Como conferencista, ha participado en varias universidades, instituciones educativas u centros culturales  de la Ciudad de México y de otros estados, así como en diferentes congresos; por ejemplo, en la Cámara Nacional de la Industria Editorial Mexicana (CANIEM) y Mercedes Benz, entre otras empresas y organizaciones. Sus principales conferencias son "La magia de la ficción" (De qué o para qué sirve leer novelas), "Historias de mujeres para mujeres" (grandes mujeres: grandes enseñanzas) y "Letras que curan".
Ha impartido talleres semanales de creación literaria.
Se ha casado dos veces, la primera con el documentalista Fabricio Feduchy y la segunda con el escritor Francisco Martín Moreno, con quien tiene una hija.

## Carrera literaria
Su afición a la literatura surgió durante un viaje a París Ingresó al taller de Edmundo Valadés, que marcó mucho en su carrera, pero fue en el taller de Guillermo Samperio donde publicó sus cuentos por primera vez.

## Obra
- La hora sin diosas[9][10]

- Viento Amargo

- Amores adúlteros y Amores adúlteros… el final[11]

- Todas mis vidas posibles[12]

- Distancia[13][14]

- Dios se fue de viaje[15]

- Fecha de caducidad[16]
- Jamás nadie[17]
- Doble intención[18]
- Lo que no he dicho[19]
- Voces en la sombra [20]

### Antologías de cuentos
- "Las mujeres de la torre" (1996) Ed. Océano
- "Veneno que fascina" (1997) Ed. Morgana
- "Sucedió en un barrio" (2000) Ed. Morgana
- "Las revoltosas", en coautoría con Rebeca Orozco, Xavier Sunderland Guerrero, Ma. Teresa Gérard, Sandra Frid, Ana Díaz Sesma, Erma Cárdenas, Bertha Balestra y Adriana Abdó (2010) Ed. Selector.
- "Los revoltosos y algunas metiches" en coautoría con Rebeca Orozco, Xavier Sunderland Guerrero, Ma. Teresa Gérard, Sandra Frid, Ana Díaz Sesma, Erma Cárdenas, Bertha Balestra y Adriana Abdó. (2010) Ed. Selector.
- "Los revoltosos", en coautoría con Rebeca Orozco, Xavier Sunderland Guerrero, Ma. Teresa Gérard, Sandra Frid, Ana Díaz Sesma, Erma Cárdenas, Bertha Balestra y Adriana Abdó. (2011)  Ed. Selector.
- "Los revueltos y algunos estrellados" (2011)